# Iveldingen

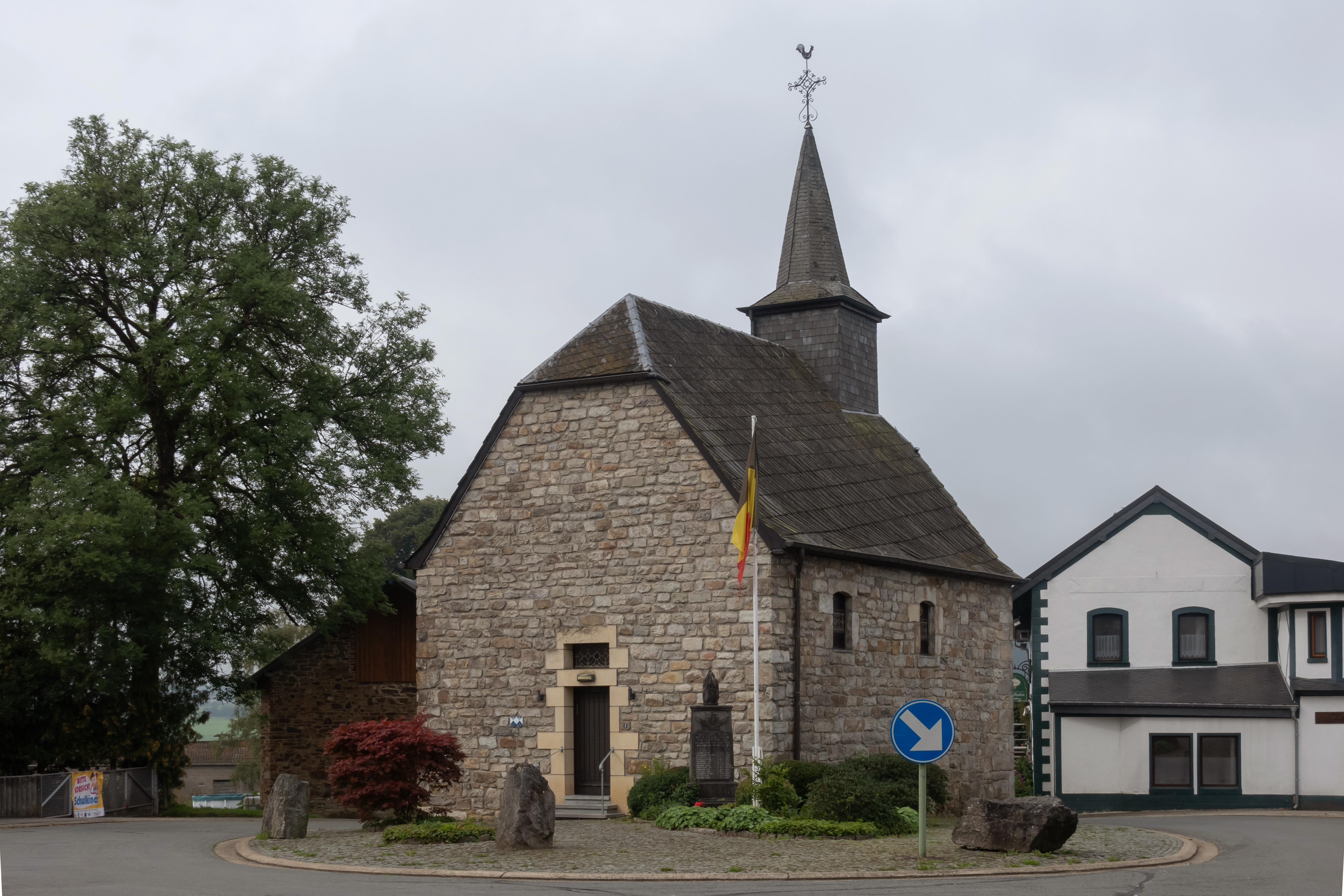
Iveldingen, die Sankt Barbara Kapelle

Iveldingen ist ein Dorf in der belgischen Eifel mit 215 Einwohnern (Stand: 1. Januar 2013), das zur Gemeinde Amel in der Deutschsprachigen Gemeinschaft gehört. Iveldingen bildet ein Doppeldorf mit Montenau, das sich südwestlich anschließt. Iveldingen und Montenau haben zusammen eine Schule und eine Pfarrkirche aus dem Jahr 1983. Die alte Kapelle von 1688 dient heute als Totenkapelle und ist ein Relikt der alten Pfarrkirche, die 1987 abgerissen wurde.

## Geografie
Iveldingen liegt im äußersten Westen der Gemeinde Amel. Neben Montenau sind Ondenval im Nordwesten, Schoppen im Nordosten, Eibertingen im Osten sowie Deidenberg im Süden weitere Nachbarorte.

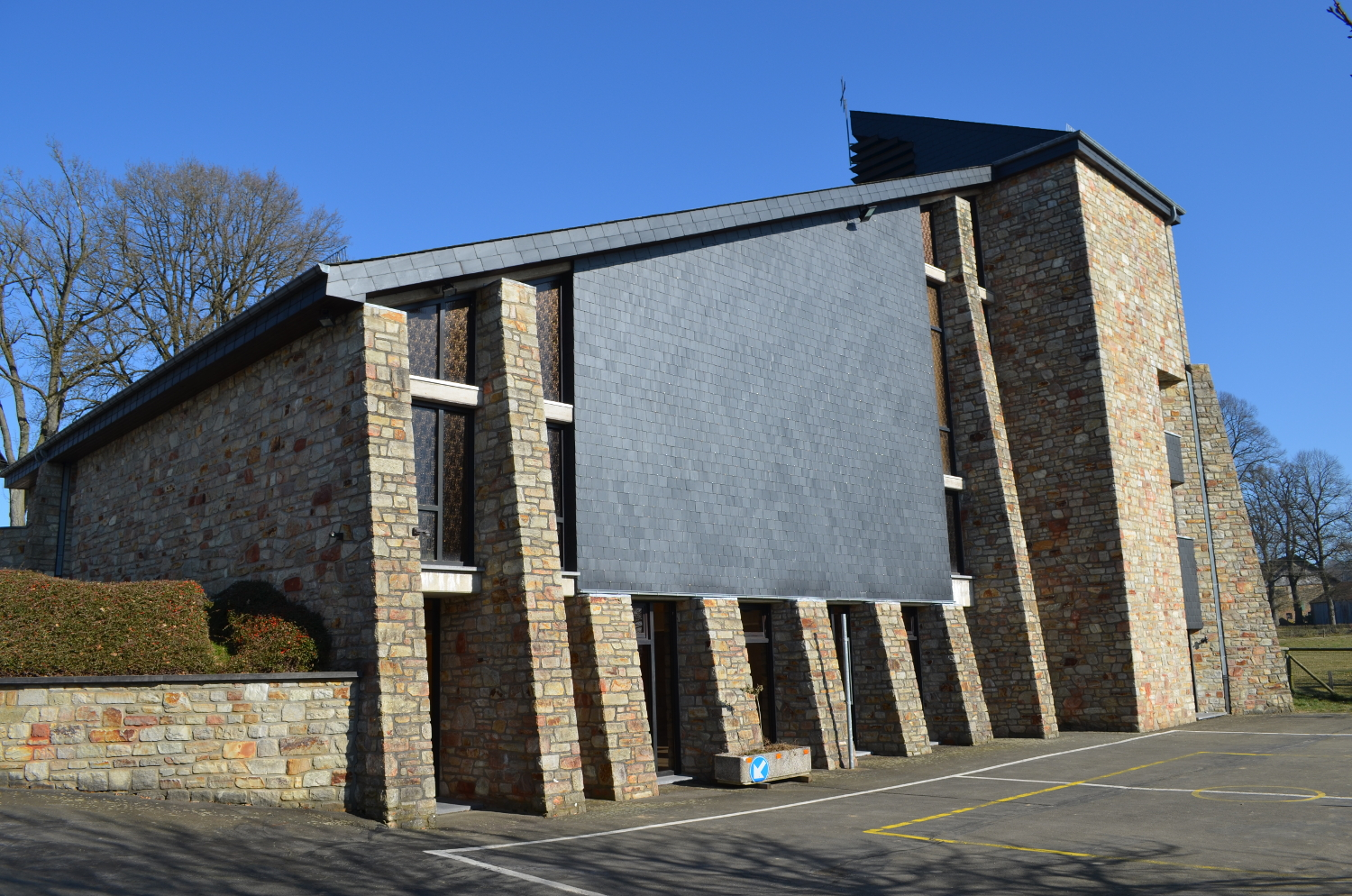
Pfarrkirche Iveldingen-Montenau
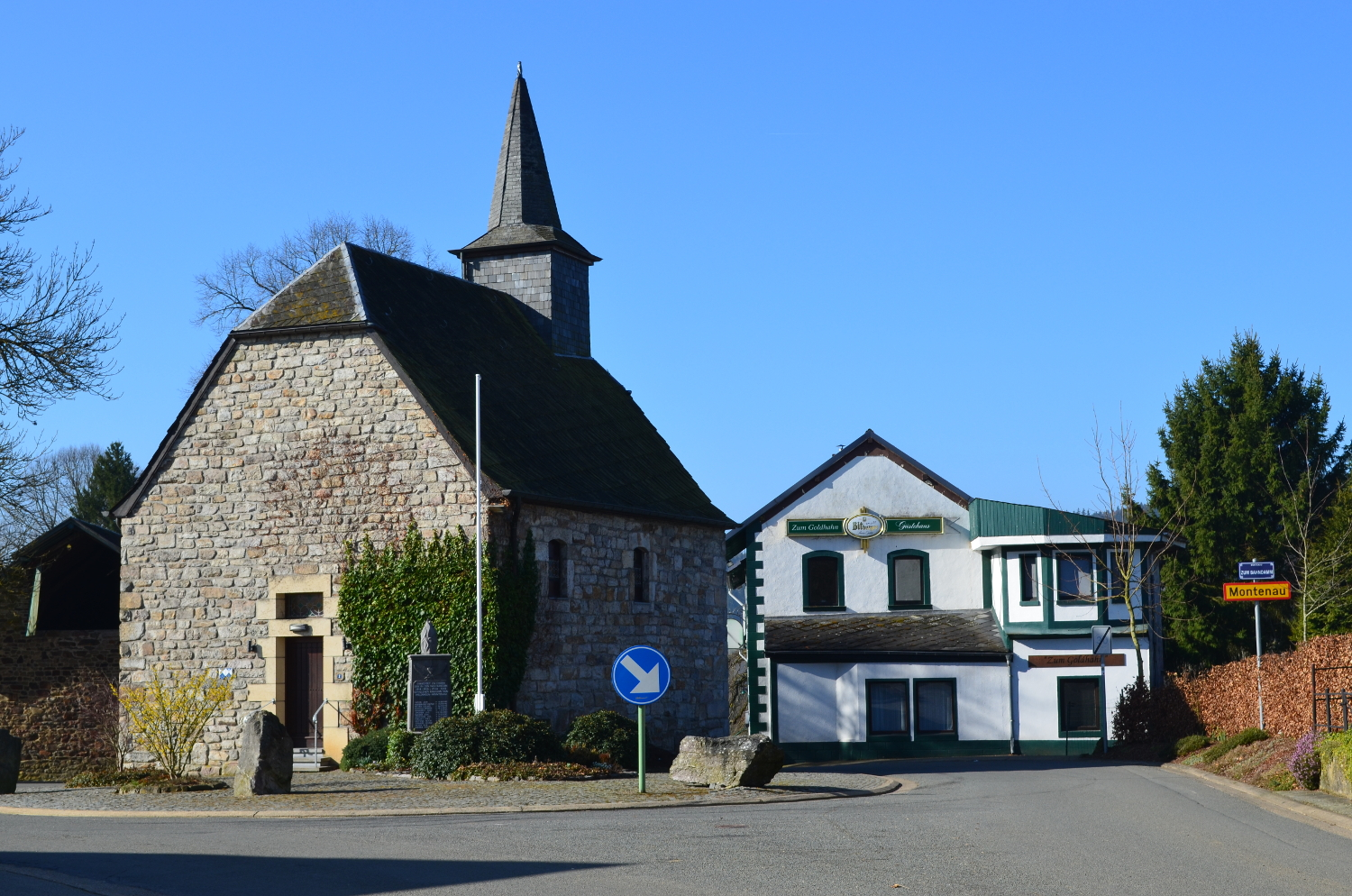
Die Totenkapelle der Doppelortschaft
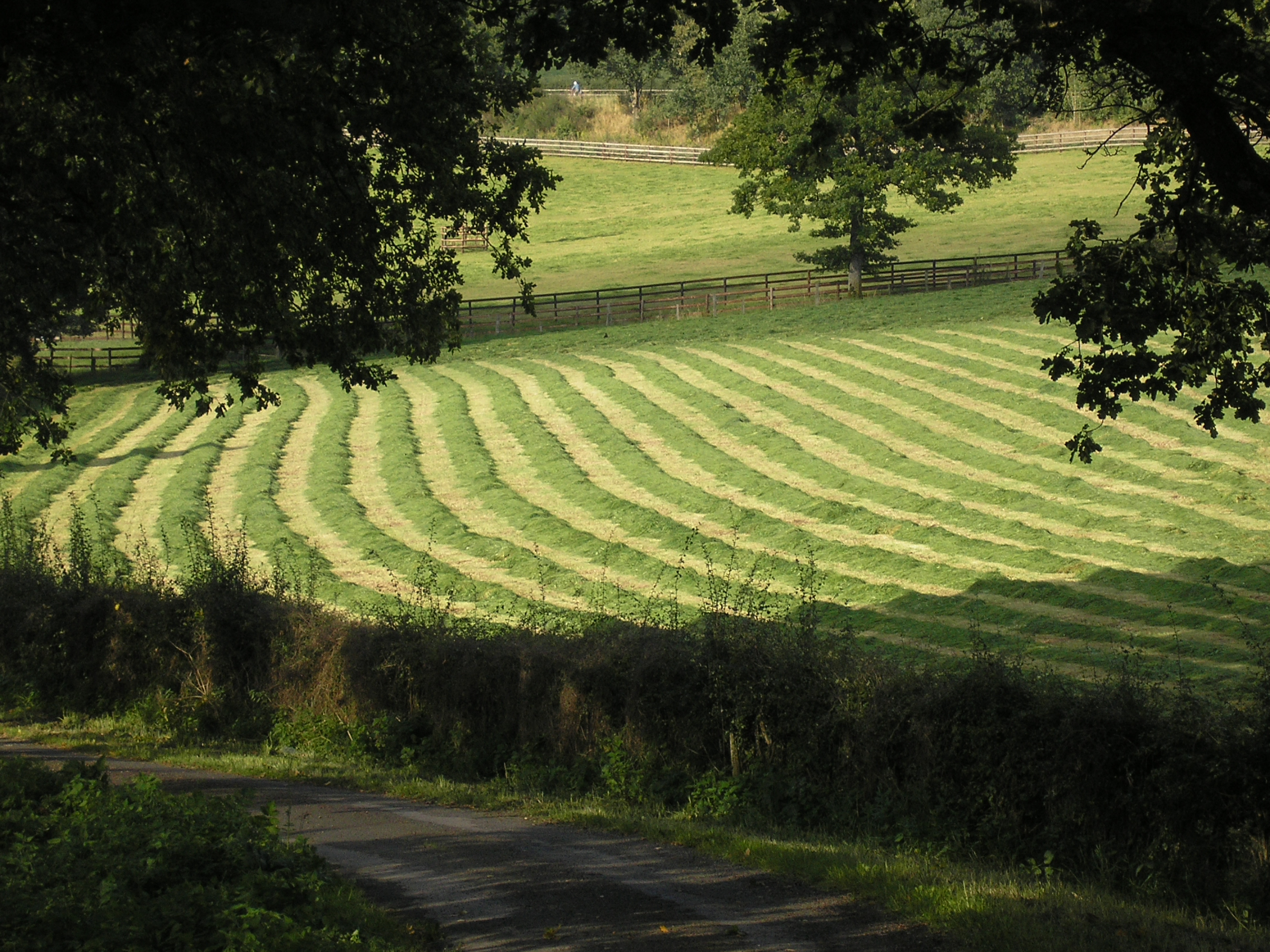
Heuernte bei Iveldingen